# برادفورد الجنوبية (دائرة انتخابية في المملكة المتحدة)
برادفورد الجنوبية  (بالإنجليزية: Bradford South)‏ هي إحدى الدوائر الانتخابية في المملكة المتحدة الممثلة في مجلس العموم في برلمان المملكة المتحدة.
عضو البرلمان الذي يمثلها حالياً هو :Mr Gerry Sutcliffe (Lab).